# Jogos Insulares de 2025
Os XX Jogos Insulares, ou Jogos Insulares de 2025, serão realizados em Orkney, um conjunto de ilhas no norte da Escócia, entre os dias 12 e 18 de julho de 2025. É a primeira vez que Orkney sediará os jogos.

## Anfitrião
Um total de 24 ilhas enviarão delegações para competirem nas diferentes modalidades do torneio, totalizando mais de 2000 visitantes e atletas e fazendo dos jogos o maior evento já sediado em Orkney. O arquipélago é uma das ilhas sede de menor população a receber os jogos. Devido a limitações de acomodações na ilha, muitos atletas levantaram questionamentos sobre os custos de viagem e os padrões de acomodação, podendo levar alguns atletas a não participar do evento.
O Conselho das Ilhas de Orkney indicou Gabrielle Barnby como encarregada de ser a escrivã do evento. Barnby começou a coletar relatos escritos dos grupos de ilhas participantes dos jogos, que serão compilados e expostos em museus de Orkney. Esse projeto de escrita tem como objetivo capturar a diversidade cultural e de escrita entre as comunidades insulares. Lorraine Kelly foi escolhida como a embaixadora dos jogos.

## Ilhas Participantes
24 entidades insulares da IIGA, provenientes de Europa, Atlântico Sul e região do Caribe, participarão dos jogos, sendo elas:
- Åland
- Alderney
- Anglesey
- Bermuda
- Frøya
- Gibraltar
- Gotland
- Gozo
- Groelândia
- Guernsey
- Hitra
- Ilha de Man
- Ilha de Wight
- Ilhas Cayman
- Ilhas Faroé
- Ilhas Malvinas
- Ilhas Ocidentais
- Jersey
- Minorca
- Orkney (Anfitrião)
- Saaremaa
- Santa Helena
- Sark
- Shetland

## Programa esportivo
O programa esportivo foi feito de maneira semelhante ao da edição de 2023, tendo como diferenças a entrada das disputas de ginástica e squash e a saída das disputas de basquete, tênis, tênis de mesa e tiro esportivo. Assim, o programa esportivo foi feito da seguinte forma:
Os números entre parênteses indicam o número de disputas de medalha em cada esporte.
- Atletismo (36) (detalhes)
- Badminton (6) (detalhes)
- Ciclismo (16) (detalhes)
- Futebol (2) (detalhes)
- Ginástica (24) (detalhes)
- Golfe (4) (detalhes)
- Lawn bowls (5) (detalhes)
- Natação (46) (detalhes)
- Squash (6) (detalhes)
- Tiro com arco (18) (detalhes)
- Triatlo (4) (detalhes)
- Vela (3) (detalhes)

## Calendário
| CA | Cerimónia de abertura | ● | Competições desportivas | 1 | Medalhas de ouro | CE | Cerimónia de encerramento |

| Julho                                | Julho                                | 12 Sáb | 13 Dom | 14 Seg | 15 Ter | 16 Qua | 17 Qui | 18 Sex | Medalhas de ouro |
| ------------------------------------ | ------------------------------------ | ------ | ------ | ------ | ------ | ------ | ------ | ------ | ---------------- |
| Cerimônias (abertura / encerramento) | Cerimônias (abertura / encerramento) | CA     |        |        |        |        |        | CE     |                  |
| Atletismo                            | Atletismo                            |        | 3      | 7      | 6      | 5      | 5      | 10     | 3                |
| Badminton                            | Badminton                            |        | ●      | 1      | ●      | ●      | ●      | 5      | 0                |
| Ciclismo                             | Ciclismo de estrada                  |        |        |        |        | 4      |        |        | 0                |
| Contra o relógio                     |                                      |        | 4      |        |        |        |        |        | 0                |
| Mountain Bike Cross Country          |                                      |        |        |        |        | 2      |        |        | 0                |
| Mountain Bike Short Track            |                                      |        |        | 2      |        |        |        |        | 0                |
| Town Criterium                       |                                      |        |        |        |        |        | 4      |        | 0                |
| Futebol                              | Futebol                              |        | ●      | ●      | ●      |        | ●      | 2      | 0                |
| Ginástica                            | Ginástica                            |        |        | 12     |        |        | 2      | 10     | 0                |
| Golfe                                | Golfe                                |        |        | ●      | ●      | ●      | 4      |        | 0                |
| Lawn Bowls                           | Lawn Bowls                           |        | ●      | ●      | 4      | ●      | 1      |        | 0                |
| Natação                              | Natação                              |        |        | 11     | 11     | 12     | 12     |        | 0                |
| Squash                               | Squash                               |        | ●      | ●      | 2      | 3      | ●      | 1      | 0                |
| Tiro com arco                        | Tiro com arco                        |        |        | 6      | 6      | 4      | 2      |        | 0                |
| Triatlo                              | Triatlo                              |        | 4      |        |        |        |        |        | 4                |
| Vela                                 | Vela                                 |        | ●      | ●      | ●      | ●      | 3      |        | 0                |
| Total medalhas ouro                  | Total medalhas ouro                  |        | 7      | 0      | 0      | 0      | 0      | 0      | 0                |
| Total acumulativo                    | Total acumulativo                    |        | 7      | 0      | 0      | 0      | 0      | 0      |                  |
| Julho                                | Julho                                | 12 Sáb | 13 Dom | 14 Seg | 15 Ter | 16 Qua | 17 Qui | 18 Sex | Medalhas de ouro |

## Sedes
| Esporte   | Sede                               | Localidade | Esporte       | Sede                           | Localidade |
| --------- | ---------------------------------- | ---------- | ------------- | ------------------------------ | ---------- |
| Atletismo | Pickaquoy Centre                   | Kirkwall   | Futebol       | Holm Pitch                     | Holm       |
| Badminton | Pickaquoy Centre                   | Kirkwall   | Futebol       | Firth Primary School           | Finstown   |
| Ciclismo  | Binscarth Farm                     | Finstown   | Ginástica     | Stromness Academy              | Stromness  |
| Ciclismo  | Firth Community Centre             | Finstown   | Golfe         | Orkney Golf Club               | Kirkwall   |
| Ciclismo  | Harray Hall                        | Harray     | Golfe         | Stromness Golf Club            | Stromness  |
| Ciclismo  | Kirkwall town centre               | Kirkwall   | Lawn Bowls    | Kirkwall Bowling Club          | Kirkwall   |
| Ciclismo  | Market Stance                      | Kirkwall   | Natação       | Pickaquoy Centre               | Kirkwall   |
| Futebol   | Kirkwall Grammar School - Showcase | Kirkwall   | Squash        | Pickaquoy Centre               | Kirkwall   |
| Futebol   | Kirkwall Grammar School - Meadow   | Kirkwall   | Tiro com arco | Pickaquoy Centre               | Kirkwall   |
| Futebol   | Stromness Academy                  | Stromness  | Triatlo       | Stromness Harbour and vicinity | Stromness  |
| Futebol   | Dounby Community Centre            | Dounby     | Vela          | Hatston Slip Training Centre   | Kirkwall   |
| Futebol   | Rendall Community Centre           | Rendall    |               |                                |            |

## Quadro de medalhas
Atualizado em 26 de julho de 2025
| Pos                 | Equipe              | Ouro | Prata | Bronze | Total |
| 1                   | Ilhas Faroé         | 41   | 31    | 23     | 95    |
| 2                   | Jersey              | 30   | 25    | 20     | 75    |
| 3                   | Guernsey            | 20   | 19    | 20     | 59    |
| 4                   | Ilha de Man         | 19   | 27    | 34     | 80    |
| 5                   | Ilhas Cayman        | 16   | 7     | 14     | 37    |
| 6                   | Orkney              | 11   | 11    | 9      | 31    |
| 7                   | Ilha de Wight       | 6    | 3     | 7      | 16    |
| 8                   | Ilhas Ocidentais    | 6    | 1     | 4      | 11    |
| 9                   | Minorca             | 5    | 4     | 5      | 14    |
| 10                  | Saaremaa            | 3    | 1     | 3      | 7     |
| 11                  | Åland               | 2    | 7     | 6      | 15    |
| 12                  | Anglesey            | 2    | 5     | 1      | 8     |
| 13                  | Gibraltar           | 2    | 3     | 4      | 9     |
| 14                  | Bermuda             | 2    | 2     | 1      | 5     |
| 15                  | Shetland            | 1    | 9     | 7      | 17    |
| 16                  | Groelândia          | 1    | 2     | 2      | 5     |
| 17                  | Ilhas Malvinas      | 1    | 2     | 2      | 5     |
| 18                  | Gotland             | 0    | 2     | 1      | 3     |
| 19                  | Gozo                | 0    | 2     | 1      | 3     |
| 20                  | Alderney            | 0    | 0     | 0      | 0     |
| 21                  | Frøya               | 0    | 0     | 0      | 0     |
| 22                  | Hitra               | 0    | 0     | 0      | 0     |
| 23                  | Santa Helena        | 0    | 0     | 0      | 0     |
| 24                  | Sark                | 0    | 0     | 0      | 0     |
| Totais (24 Equipes) | Totais (24 Equipes) | 168  | 160   | 164    | 492   |